# Paraphymatoceros diadematus
Paraphymatoceros diadematus là một loài rêu trong họ Anthocerotaceae. Loài này được Hässel de Menéndez mô tả khoa học đầu tiên năm 2006.